# Birgit Stiller
Birgit Stiller (* im 20. Jh.) ist eine deutsche Experimentalphysikerin und Hochschullehrerin. Sie forscht im Bereich der Quantenoptoakustik.

## Biografie
Stiller studierte von 2003 bis 2008 Mathematik und Physik auf Lehramt an der Friedrich-Alexander-Universität Erlangen-Nürnberg. Ihre Masterarbeit bei Jan-Peter Meyn und Christine Silberhorn hatte das Thema „Fabrication of periodically poled LiNbO3 for nonlinear optical frequency conversion by quasi phase matching“. Sie schloss ein Promotionsstudium im Bereich Photonik an der Université de Franche-Comté und dem CNRS-Institut Franche-Comté Électronique Mécanique, Thermique et Optique – Sciences et Technologies (FEMTO-ST) in Besançon an. 2012 beendete sie ihre Dissertation zum Thema „Brillouin scattering in photonic crystal fibre: from fundamentals to fibre optic sensors“. Sie forschte als Postdoc an der Université de Franche-Comté bei Thibaut Sylvestre, am Max-Planck-Institut für die Physik des Lichts bei Gerd Leuchs und an der University of Sydney bei Benjamin Eggleton.
Seit 2019 ist sie Leiterin der unabhängigen Max-Planck-Forschungsgruppe Quantenoptoakustik am Max-Planck-Institut für die Physik des Lichts und seit 2024 außerdem Professorin an der Leibniz Universität Hannover.
Sie gehört dem Vorstand des Exzellenzclusters PhoenixD (Photonics, Optics, Engineering Innovation Across Disciplines) an.
Stiller ist Henriette Herz Scout der Humboldt-Stiftung. Seit 2020 ist sie Fellow der Graduiertenschule Max Planck School of Photonics. Sie war bis 2024 Kollegiatin des Elisabeth-Schiemann-Kollegs.

## Forschungsschwerpunkte
Stiller forscht im Bereich nichtlineare Optik, Quantenoptik, Quantenkommunikation, integrierte Photonik und Faseroptik. Ihr Fokus liegt auf Licht-Schall-Wechselwirkungen (Optoakustik). Dabei ist es Ziel ihrer Forschung, diese Wechselwirkungen für Quantensignalverarbeitung und photonisches neuromorphes Computing zu nutzen, um dadurch maschinelles Lernen und Künstliche Intelligenz zu verbessern.
Die Wechselwirkung von Licht (Photonen) und akustischen Wellen (Phononen) im Hyperschall-Bereich basiert auf einem nichtlinearen optischen Effekt, der stimulierten Brillouin-Streuung. Stiller erforscht mit ihrer Arbeitsgruppe die Physik solcher Licht-Schall-Wechselwirkungen in Glasfasern und photonischen Chips und die Nutzung für konfigurierbare optoakustische neuronale Netzwerke.

## Auszeichnungen und Ehrungen
- 2024: ERC Consolidator Grant für das Projekt „Computing with Light and Sound“[9]
- Ende 2024 wurde sie von einer Expertenjury als Innovatorin im Bereich der Photonik auf  die Liste „Photonics100“ für das Jahr 2025 gewählt.[10][11]

## Publikationen (Auswahl)
- Birgit Stiller: Brillouin scattering in photonic crystal fiber : from fundamentals to fiber optic sensors (Dissertation). Université de Franche-Comté, Besançon 12. Dezember 2011 (hal.science).
- Moritz Merklein, Birgit Stiller, Khu Vu, Stephen J. Madden, Benjamin J. Eggleton: A chip-integrated coherent photonic-phononic memory. In: Nature Communications. Band 8, Nr. 1, 18. September 2017, ISSN 2041-1723, doi:10.1038/s41467-017-00717-y.
- Birgit Stiller, Moritz Merklein, Christian Wolff, Khu Vu, Pan Ma, Stephen J. Madden, Benjamin J. Eggleton: Coherently refreshing hypersonic phonons for light storage. In: Optica. Band 7, Nr. 5, 20. Mai 2020, ISSN 2334-2536, S. 492, doi:10.1364/OPTICA.386535.
- Changlong Zhu, Birgit Stiller: Dynamic Brillouin cooling for continuous optomechanical systems. In: Materials for Quantum Technology. Band 3, Nr. 1, 1. März 2023, ISSN 2633-4356, S. 015003, doi:10.1088/2633-4356/acc2a5.
- Steven Becker, Dirk Englund, Birgit Stiller: An optoacoustic field-programmable perceptron for recurrent neural networks. In: Nature Communications. Band 15, Nr. 1, 16. April 2024, ISSN 2041-1723, doi:10.1038/s41467-024-47053-6.
- Changlong Zhu, Claudiu Genes, Birgit Stiller: Optoacoustic Entanglement in a Continuous Brillouin-Active Solid State System. In: Physical Review Letters. Band 133, Nr. 20, 13. November 2024, ISSN 0031-9007, doi:10.1103/PhysRevLett.133.203602.